# Raita bint al-Saffah
Raita bint al-Saffah (arabisch ريطة بنت السفاح, DMG Raiṭa bt. aṣ-Saffāḥ), geb. im 8. Jahrhundert. gest. im 8. oder 9. Jahrhundert, war eine Prinzessin der Abbasiden-Dynastie. Sie war eine Tochter des ersten Abbasiden-Kalifen Abu l-Abbas as-Saffah (reg. 749–754) und die erste Ehefrau des späteren dritten Abbasiden-Kalifen al-Mahdi (reg. 775–785).

## Leben

### Herkunft und Heirat mit dem Kalifen al-Mahdi
Raita war eine Tochter des ersten Abbasiden-Kalifen Abu l-Abbas as-Saffah (reg. 749–754) und seiner Frau Umm Salama bint Ya'qub al-Machzumi aus dem Clan der Machzum aus dem mekkanischen Stamm der Quraisch. Raita war das zweite Kind des Paares, ein älterer Bruder starb im Kindesalter. Sie war noch sehr jung, als ihr Vater starb.
Im Jahr 761 (144 n.H.) heiratete sie den Abbasiden-Kalifen al-Mahdi (um 744–785, reg 775–785) bei seiner Rückkehr aus Chorasan und wurde seine erste Ehefrau. Sie gebar ihm zwei Söhne, Ubaidallah ibn al-Mahdi im Jahr 762 (145 n.H.) und Ali ibn al-Mahdi im Jahr 764 (147 n. H.).

### Konflikt mit Chairuzan und Thronfolgeänderung ihrer Söhne
Raita blieb bis zum Jahr 775 die einflussreichste Ehefrau von al-Mahdi, bis dieser seine Haremssklavin al-Chaizuran freiließ und sie heiratete, wobei Raita als Hauptfrau abgelöst wurde. Im selben Jahr setzte er al-Chairuzans ältesten Sohn al-Hadi (764–786) als Erben ein; entgegen der arabischen Tradition, dass ein Kind einer Sklavin kein Herrscher werden konnte.
Al-Chairuzan beeinflusste al-Mahdi weiter, sodass im Jahr 782 ihr zweiter Sohn Harun al-Raschid (766–809) nach al-Hadi als zweiter Thronerbe eingesetzt wurde. Al-Hadi folgte 785 auf seinen verstorbenen Vater, starb aber bereits 786 und Harun al-Raschid bestieg als fünfter Abbasiden-Kalif den Thron, auf den 809 sein eigener Sohn al-Amin (reg. 809–813) und al-Ma'mun (reg. 813–833) folgten. Raitas ältere Söhne Ali und Ubaidallah wurden so um ihre Stellung als Thronfolger gebracht.

## Weiteres
Raita bint al-Saffah ist die Großmutter von Lubana bint Ali ibn al-Mahdi, der einzigen Ehefrau des Kalifen al-Amin, dem Enkel von al-Chairuzan.